# 4833 Meges
4833 Meges је Јупитеров тројански астероид са пречником од приближно 87,33 .
Афел астероида је на удаљености од 5,739 астрономских јединица (АЈ) од Сунца, а перихел на 4,758 АЈ.
Ексцентрицитет орбите износи 0,093, инклинација (нагиб) орбите у односу на раван еклиптике 34,691 степени, а орбитални период износи 4392,764 дана (12,026 године).
Апсолутна магнитуда астероида је 9,10 а геометријски албедо 0,053.
Астероид је откривен 8. јануара 1989. године.